# 富士松タクシー
富士松タクシー（ふじまつタクシー）は、かつて愛知県刈谷市今川町に存在したタクシー会社。名鉄名古屋本線富士松駅前にあった。

## 歴史

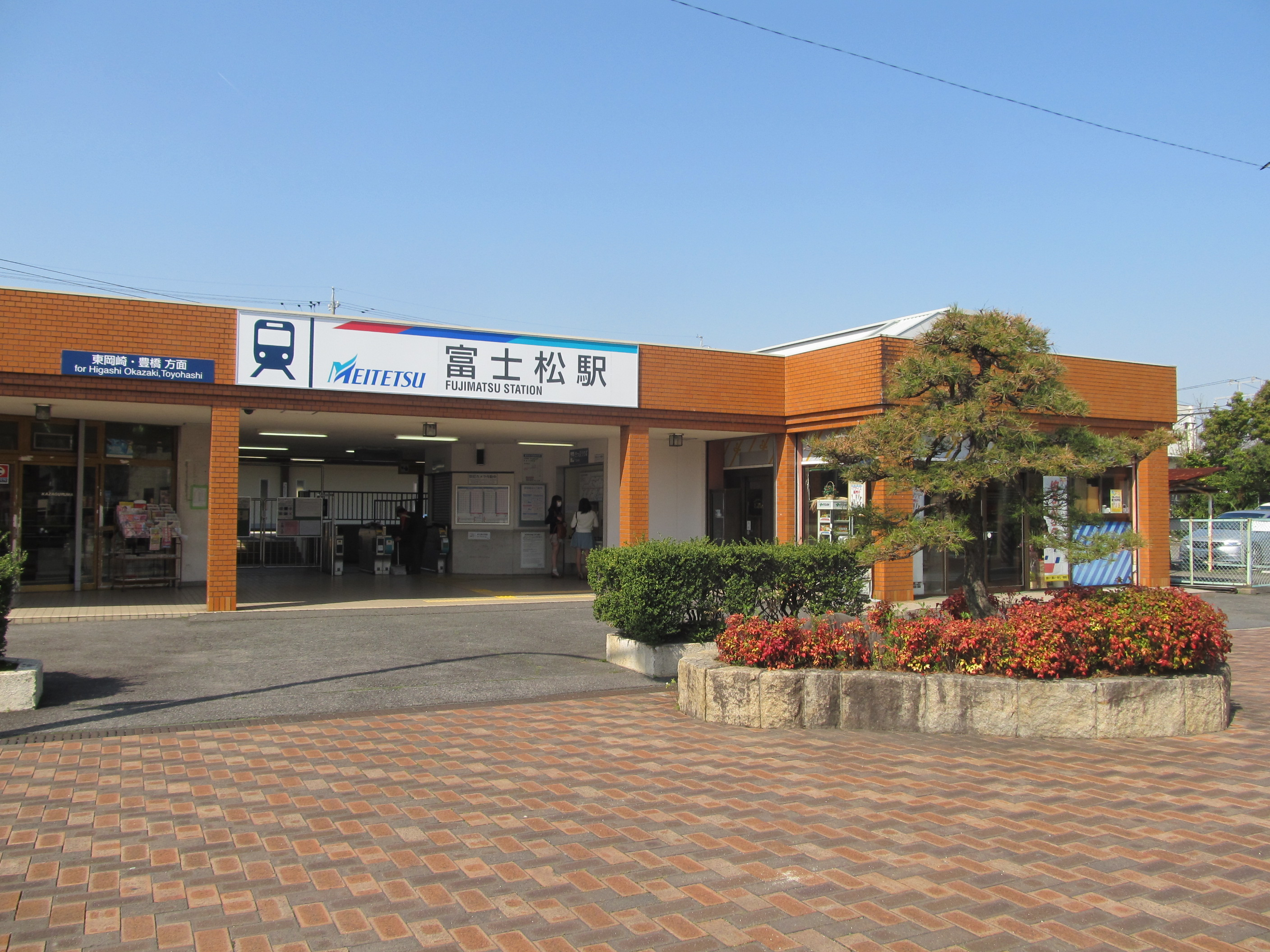
富士松駅

### 前身の会社
1927年（昭和2年）頃、碧海郡富士松村の愛知電気鉄道今川駅（現・名鉄名古屋本線富士松駅）の西側に千代田自動車が設立され、外国車1台で営業を開始した。1931年（昭和6年）頃には北坂口の東海道沿いに矢田自動車が設立され、今川駅周辺のタクシーが2台となった。当時の今川駅周辺には富士松村役場、富士松郵便局、芝居小屋の歌舞伎座、産婆、薬局、料理屋、理髪屋、髪結いなどがあり、やがて千代田自動車と矢田自動車はそれぞれ2台体制となった。1934年（昭和9年）春に碧海郡高浜町吉浜で細工人形展が開催された際には、4台のタクシーが見物客を吉浜まで運んだ。

### 富士松タクシー
日中戦争中には石油の利用が統制されたため、1938年（昭和13年）、矢田自動車は近藤壱心の近藤自動車商会に経営権を譲渡した。戦後の1949年（昭和24年）には近藤壱心によって、富士松タクシーが設立された。1985年（昭和60年）春に廃業し、経営権が刈谷交通株式会社（刈交タクシー）に譲渡された。